# Nemo (låt)
"Nemo" (latin för 'ingen') är en singel som släpptes 2004 av symphonic power metalbandet Nightwish, och kommer från deras album Once. Academy of St. Martin in the Fields medverkar även på denna singel.
En musikvideo med stor budget gjordes till sången och regisserades av Antti Jokinen.

## Bandmedlemmar
- Tarja Turunen — sång
- Tuomas Holopainen — synt och piano
- Emppu Vuorinen — gitarr
- Jukka Nevalainen — trummor
- Marco Hietala — bas och sång

## Låtar på singeln
(Originalutgåvan)
1. Nemo
2. Planet Hell
3. White Night Fantasy
4. Nemo (Orchestral Version)

## Produktion
- Ingenjörer och inspelare: TeeCee Kinnunen, Mikko Karmila och Emppu Vuorinen
- Mixning: Mikko Karmila och Tuomas Holopainen
- Mastering: Mika Jussila
- Arrangemang av orkester och kör: Pip Williams
- Dirigent: James Shearman
- Konsertmästare: Gavyn Wright
- Bandfotograf: Toni Härkönen